# Condizioni al contorno di Neumann
In matematica, le condizioni al contorno di Neumann (o di secondo tipo) sono un tipo di condizione al contorno, così chiamate in onore di Carl Gottfried Neumann.
Quando vengono imposte su una equazione differenziale ordinaria o una alle derivate parziali, specificano i valori che la derivata di una soluzione deve assumere sul contorno del dominio.

## Equazioni differenziali ordinarie
Nel caso di un'equazione differenziale ordinaria definita su un intervallo {\displaystyle [a,b]}, per esempio:
{\displaystyle {\ddot {y}}+y=0}
la condizione al contorno di Neumann assume la forma:
{\displaystyle {\dot {y}}(a)=\alpha _{1}}
{\displaystyle {\dot {y}}(b)=\alpha _{2}}
dove {\displaystyle \alpha _{1}} e {\displaystyle \alpha _{2}} sono valori dati.

## Equazioni differenziali alle derivate parziali
Per un'equazione differenziale alle derivate parziali sul dominio {\displaystyle \Omega \subset \mathbb {R} ^{n}}, come per esempio:
{\displaystyle \nabla ^{2}y=0}
in cui {\displaystyle \nabla ^{2}y} denota il Laplaciano di {\displaystyle y}, la condizione di Neumann prende la forma:
{\displaystyle {\frac {\partial \,y}{\partial \,\mathbf {n} }}(\mathbf {x} )=f(\mathbf {x} )\quad \forall \mathbf {x} \in \partial \Omega }
dove {\displaystyle \mathbf {n} } indica la normale uscente del contorno {\displaystyle \partial \Omega }, e {\displaystyle f} è una funzione scalare data. La derivata direzionale a primo membro è così definita:
{\displaystyle {\frac {\partial \,y}{\partial \,\mathbf {n} }}(\mathbf {x} )=\nabla y(\mathbf {x} )\cdot \mathbf {n} (\mathbf {x} )}
dove {\displaystyle \nabla } è l'operatore gradiente e il punto indica il prodotto scalare.